# Покорный, Юлиус
Ю́лиус По́корный (нем. Julius Pokorny; 12 июня 1887, Прага — 8 апреля 1970, Цюрих) — лингвист, специалист по кельтским языкам и сравнительно-историческому языкознанию.

## Биография
Учился в Венском университете, затем преподавал там с 1913 по 1920 год. В 1920 году стал заведующим кафедрой кельтской филологии в Берлинском университете, где проработал до 1935 года, когда был уволен нацистами из-за еврейского происхождения, несмотря на католическое вероисповедание и националистические убеждения. В мае 1936 году получил «Свидетельство об отсутствии претензий» (Unbedenklichkeitsbescheinigung) от местной группы НСДАП, на основании чего смог получать государственную пенсию. Получил заблаговременное предупреждение о погроме 1938 года, известном как «Хрустальная ночь», благодаря чему заранее уехал в Бельгию.
Активно поддерживал независимость Ирландии и был автором ряда публикаций, посвящённых современной ситуации в Ирландии. До Второй мировой войны являлся редактором журнала «Zeitschrift für celtische Philologie» и способствовал его возобновлению после войны.
В 1943 году эмигрировал в Швейцарию, где работал в университетах Берна и Цюриха вплоть до выхода на пенсию в 1959 году. В 1954 году избран почётным профессором Университета Людвига-Максимилиана в Мюнхене, где преподавал в 1956 и 1960—1965 годах.
Наиболее известен, как автор опубликованного в 1959 году «Индоевропейского этимологического словаря» (Indogermanisches etymologisches Wörterbuch, общепринятое сокращение — IEW), ставшего переработанной версией изданного Покорным в 1927—1930 словаря Алоиса Вальде.
Умер в Цюрихе через три недели после несчастного случая (попал под трамвай).

## Основные работы
- A Historical Reader of Old Irish. Texts, Paradigms, Notes and a Complete Glossary. Halle, 1923
- Altirische Grammatik. Berlin, 1925 (Sammlung Göschen Nr. 896)
- Indogermanisches etymologisches Wörterbuch[англ.]. 2 Bde. Francke: Bern-München, 1959 (1.Aufl. указатель — 1969), 2005 (5.Aufl., ISBN 3772009476)